# Mirja Mane
Mirja Mane (9 de mayo de 1929 – 21 de abril de 1974) fue una actriz teatral y cinematográfica finlandesa.

## Biografía
Su nombre completo era Impi Maria Mirjami Manelius, y nació en Helsinki, Finlandia.
Mane fue actriz teatral en diferentes instituciones, entre ellas el Teatro de Verano de Turku.
Sin embargo, fue conocida sobre todo por su papel en la película Noita palaa elämään (1952), cinta famosa por los desnudos de la actriz y por su extraño erotismo, llamativo en la época. Mane había sido descubierta mientras actuaba en el restaurante Kulosaaren Casino de Helsinki. Antes de Noita palaa elämään había hecho un pequeño papel en la cinta de 1950 Kaunis Veera eli ballaadi Saimaalta. Hizo su segunda actuación protagonista en Saariston tyttö (1952), apareciendo en la pantalla con el pelo rubio. Después solamente rodó otras dos películas. 
Mirja Mane falleció tras una corta enfermedad en Helsinki en 1974, a los 44 años de edad. Había estado casada con el director y actor Toivo Hämeranta desde 1953 hasta la muerte de él en 1969. 

## Filmografía
- 1950 : Kaunis Veera eli ballaadi Saimaalta
- 1952 : Noita palaa elämään
- 1953 : Saariston tyttö
- 1953 : Kuningas kulkureitten
- 1954 : Morsiusseppele